# Charles Gordon Fullerton
Charles Gordon Fullerton (Rochester (Nova York), 11 d'octubre de 1936 – Lancaster (Califòrnia), 21 d'agost de 2013) va ser un oficial de la Força Aèria dels Estats Units d'Amèrica i astronauta de la NASA a més de pilot de proves del Centre Dryden de recerca aeronàutica de la NASA (Dryden Flight Research Facility), a Edwards, California Com a part de les seves tasques va participar en diverses missions de recerca de vol i activitats de suport com a pilot de B-52, Boeing 747 Shuttle Carrier Aircraft (SCA), i d'altres aeronaus d'alt rendiment. Va acumular més de 380 hores de vol a l'espai com a astronauta de la NASA des de setembre de 1969 fins a novembre de 1986, quan es va incorporar a l'oficina de pilots investigadors a Dryden. El juliol del 1988 va fer 30 anys de carrera dins la Força Aèria dels Estats Units d'Amèrica i es va retirar amb el grau de coronel. Com a civil va continuar treballant com a pilot investigador de la NASA. Vivia amb la seva dona i dos fills a Lancaster, Califòrnia.

## Joventut
Es va graduar a la Grant High School a Portland, Oregon. El 1957 va obtenir la llicenciatura i el 1958, el màster en Enginyeria Mecànica a l'Institut de Tecnologia de California California Institute of Technology a Pasadena, Califòrnia.
Gordon Fullerton va ingressar a la Força Aèria dels Estats Units el juliol de 1958. Prèviament va treballar com a enginyer mecànic a la companyia d'aviació Hughes Aircraft a Culver City, Califòrnia.
Després de completar els estudis primaris i bàsics de l'escola de vol, va rebre entrenament com a pilot d'un F-86 i més tard va ser pilot de bombarder B-47 a la base aèria Davis-Monthan Air Force Base d'Arizona. El 1964 va ser escollit per estudiar a l'Escola de pilots de recerca de la Força Aèria dels Estats Units, (Air Force Aerospace Research Pilot School) (actualment Air Force Test Pilot School), a la base Edwards Air Force Base de Califòrnia. Després de graduar-s'hi va ser destinat com a pilot de proves de la Bomber Operations Division de la base Wright-Patterson Air Force Base a Ohio. El 1966 va ser seleccionat com membre de la tripulació del programa del Laboratori Orbital Tripulat de la Força Aèria Manned Orbiting Laboratory (MOL) fins a la fi del programa el 1969.

## NASA

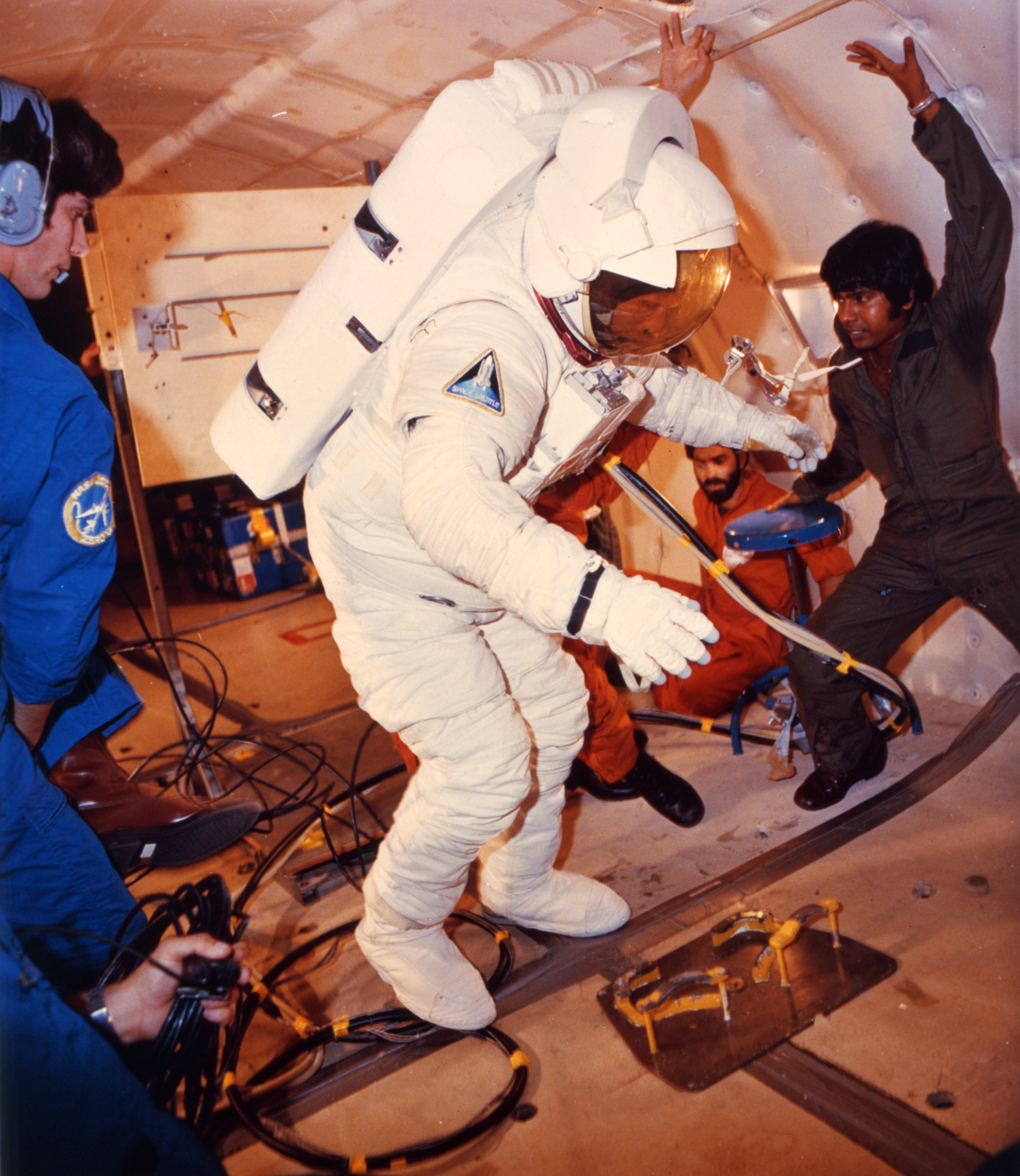
Fullerton (vestit d'astronauta) en un entrenament a bord d'una aeronau de "gravetat zero" KC-135 el 1981.

Fullerton es va incorporar a la NASA el setembre de 1969 després que el programa MOL fos cancel·lat. Va ser assignat al Johnson Space Center de la NASA com a astronauta i va ser part de les tripulacions de suport de les missions lunars Apollo 14, 15, 16 i 17.
El 1977, va ser assignat a una de les dues tripulacions de dos homes que van pilotar el prototip del Transbordador Espacial Enterprise en les proves del programa d'aproximació i aterratge d'aquell any.
Fullerton va ser el pilot de la missió orbital de prova del transbordador espacial STS-3 Space Shuttle, del 22 al 30 de març de 1982. La missió va partir del Kennedy Space Center a Florida, i exposava la nau orbital Columbia a tensions tèrmiques extremes, a més de posar a prova el "Remote Manipulator System", utilitzat per a agafar i maniobrar càrregues en òrbita. L'STS-3 va aterrar a Northrup Strip, a White Sands, Nou Mèxic, perquè el llac sec Rogers Dry Lake de la Base Aèria Edwards era impracticable degut a les fortes pluges estacionals.

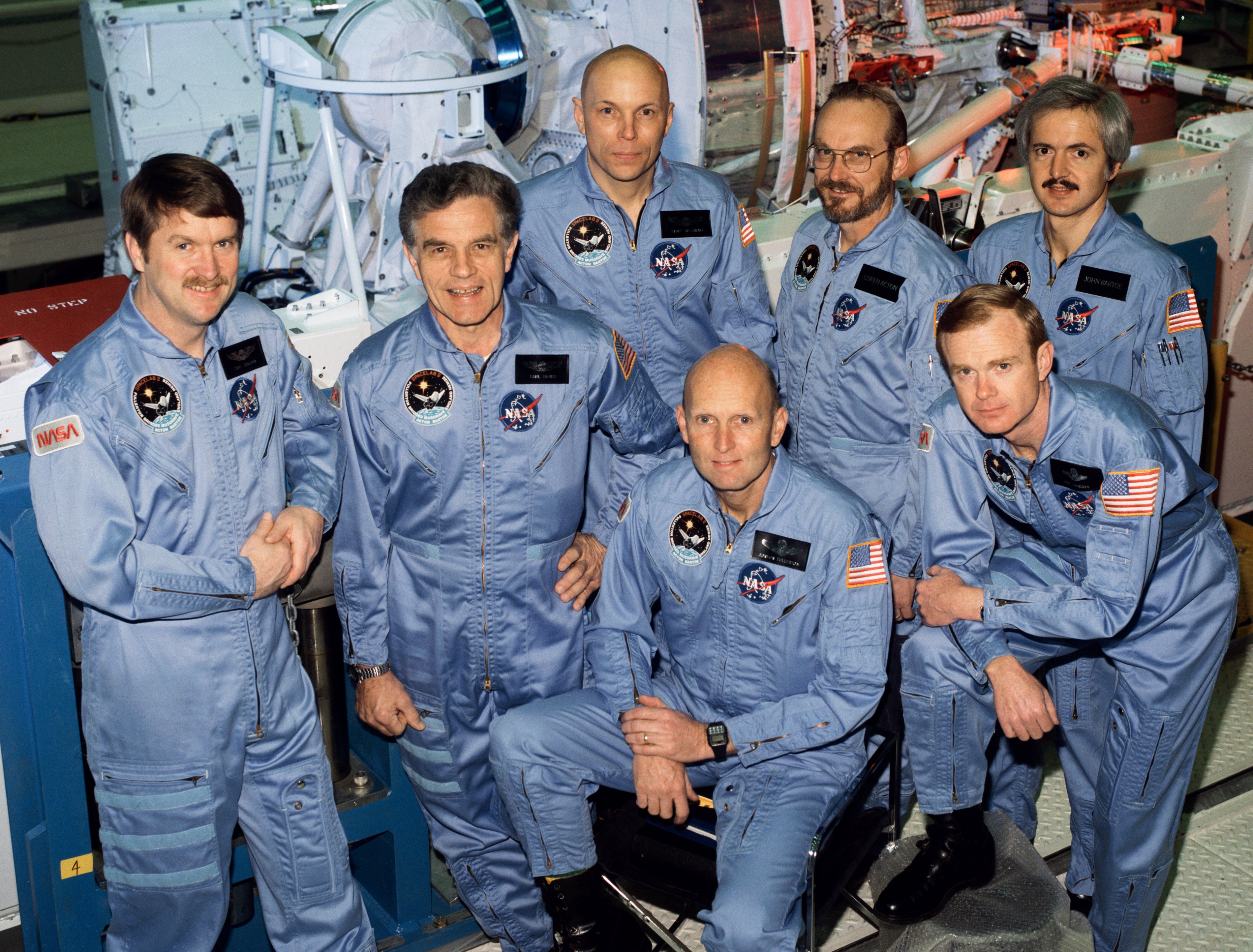
La tripulació de la missió STS-51-F. Fullerton seu en primer pla.

Va ser també el comandant de la missió STS-51-F, Spacelab 2 des del Kennedy Space Center a Florida, el 29 de juliol de 1985. La missió va ser la primera que va fer servir l'Spacelab Instrument Pointing System (IPS). La missió incloïa 13 experiments importants en els camps de l'astronomia, física solar, ciència ionosfèrica, ciència de la vida, i un experiment amb Heli superfluid. La missió va finalitzar el 6 d'agost de 1985 amb l'aterratge a Dryden.

## Carrera com a pilot de proves i recerca
Va ser pilot de projectes de l'aeronau Convair 990 de la NASA, que va ser modificat com a Aeronau de Recerca de Sistemes d'Aterratge per a fer proves d'elements d'aterratge de transbordadors espacials. També va ser pilot de projectes de l'aeronau de recerca de sistemes F-18, que va ser una taula de proves pel desenvolupament d'actuadors de control de vol, sistemes de control de fibra òptica i altres tecnologies aeronàutiques avançades.
Com a pilot de projectes del programa d'Aeronaus Controlades a Propulsió va aconseguir aterrar un avió F-15 utilitzant únicament el control de modulació d'impuls del motor. El projecte continua amb l'objectiu de provar en vol un sistema similar en un avió de transport MD-11.
A més d'aquestes activitats, Gordon Fullerton va ser pilot de projectes en diversos programes de recerca de la base de Dryden. Entre d'altres, va participar en el Control de Flux Laminar Jetstar C-140, l'Ala Adaptable a Missió F-111, la Transició Variable de Flux d'Escombratge de l'F-14, i el Control de Flux de Vòrtex X-29. Com a pilot de projecte del B-52 va participar en les proves per a desenvolupar un nou sistema de recuperació del mòdul de tripulació F-111 i en el llançament aeri del coet comercial Pegasus. Va ser un dels dos pilots de la NASA que van pilotar l'avió supersònic de fabricació russa Tupolev Tu-144 utilitzat en un programa conjunt de recerca d'alta velocitat.
Va completar més de 15.000 hores de vol en 135 tipus d'aeronaus diferents, incloent-hi qualificacions completes per a pilotar T-33, T-34, T-37, T-39, F-86, F-101, F-106, F-111, F-14, X-29, Kc-135, C-140, i B-47 Stratojet. Després d'incorporar-se a la base de Dryden com a pilot de recerca va pilotar gairebé tots els avions de recerca i suport utilitzats a la base, incloent-hi els T-38, F-18, F-15, B-52, the NASA/Convair 990, 747 Shuttle Carrier Aircraft, i DC-8.

## Últims anys i decés
Gordon Fullerton va patir un atac d'apoplexia el 2009 i va ser ingressat en una clínica de Lancaster a Califòrnia on va morir el 21 d'agost de 2013 als 76 anys.

## Condecoracions i honors
- Premi Iven C. Kincheloe Award de la Society of Experimental Test Pilots, 1978
- Medalles al Servei Distingit i al Servei Superior del Departament de Defensa dels Estats Units
- Distinguished Flying Cross
- NASA Distinguished Service Medal
- NASA Exceptional Service Medal
- Inclòs a l'International Space Hall of Fame el 1982
- NASA Space Flight Medal (1983 i 1985)
- General Thomas D. White Space Trophy
- Haley Space Flight Award de l'American Institute of Aeronautics and Astronautics
- Certificate of Achievement Award de la Soaring Society of America
- Ray E. Tenhoff Award de la Society of Experimental Test Pilots (1992 i 1993)
- Membre de la Society of Experimental Test Pilots
- Membre de la Germanor Tau Beta Pi
- Membre Honorari de la National World War II Glider Pilot Association
- Membre de la American Astronautical Society